# Place des femmes dans la création de bande dessinée
Ne doit pas être confondu avec Représentation des femmes dans la bande dessinée.

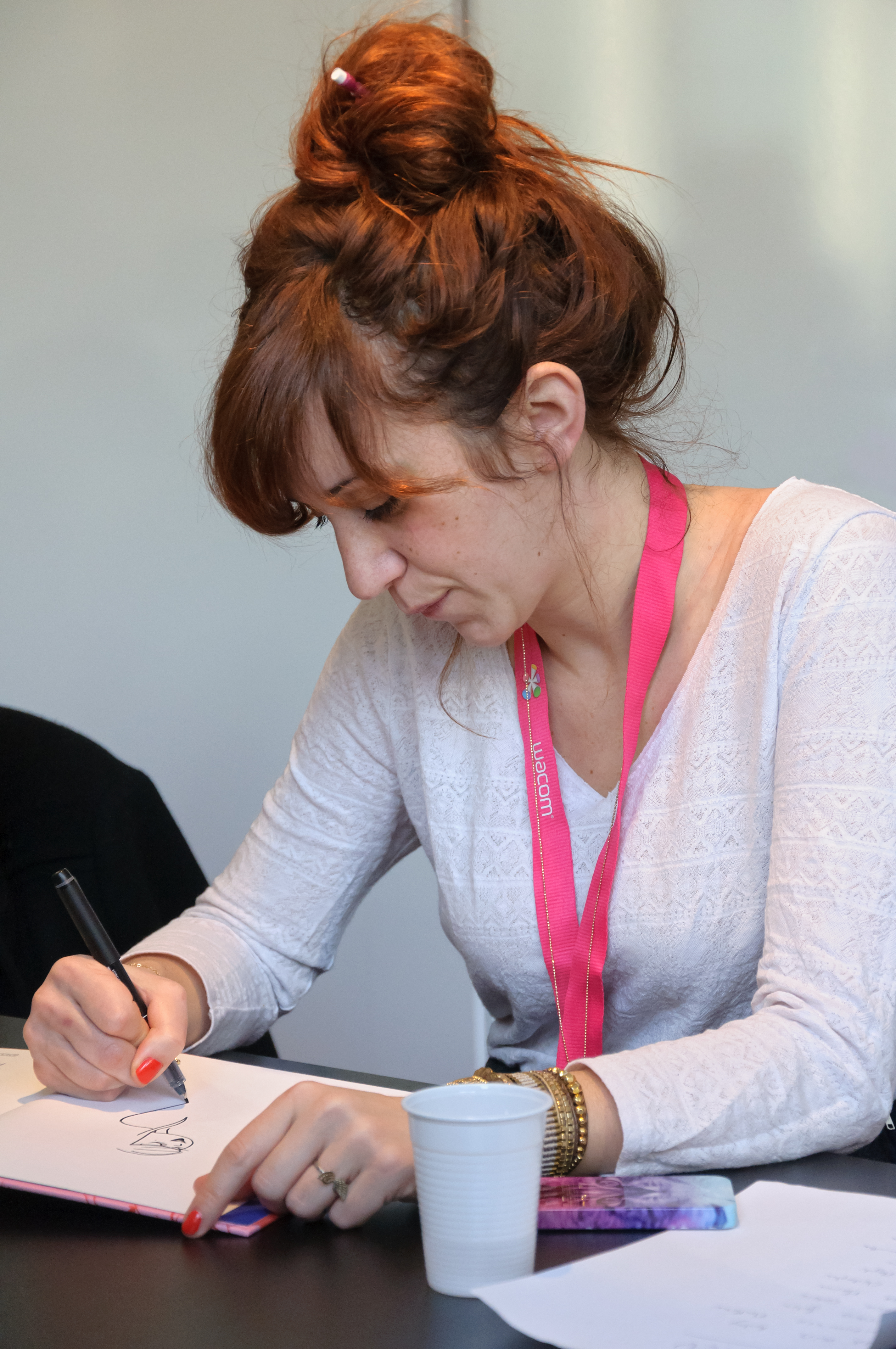
Pénélope Bagieu, autrice de bande dessinée.

Au début du XXIe siècle, alors que le pourcentage de femmes travaillant dans la bande dessinée est en augmentation, celles-ci représentent moins du tiers de l'ensemble des auteurs. Cette surreprésentation des hommes dans le système de création est, selon plusieurs autrices comme Trina Robbins, un des éléments d'explication de la représentation sexiste des personnages féminins.

## Historique

### Dans le monde
La bande dessinée a longtemps été créée par des hommes pour un public d'enfants et d'adolescents. Le lectorat féminin n'était pas considéré, les personnages féminins étaient le plus souvent caricaturaux et les femmes étaient tenues à l'écart de la profession. Progressivement, des artistes féminines sont parvenues à s'imposer et cela aussi bien dans la bande dessinée européenne que dans les mangas et les comics.

### Dans les grands prix internationaux
Le prix Eisner récompense en 2019 Pénélope Bagieu pour ses ouvrages Culottées.
Peu d'autrices sont sélectionnées pour le Grand Prix du Festival international de la bande dessinée d'Angoulême ; toutefois, dans les années 2010-2020, des polémiques et revendications à ce sujet apparaissent, l'organisation de la sélection est modifiée, et les autrices entrent davantage dans le groupe des potentiels lauréats. En 2021, les françaises Pénélope Bagieu et Catherine Meurisse font partie de la sélection, en 2022, elles font partie des finalistes, aux côtés de la canadienne Julie Doucet.

### En France
En Europe, le Suisse Rodolphe Töpffer est considéré comme le père de la bande dessinée. Si la maternité du neuvième art reste encore à préciser, il est certain que des créatrices contemporaines à Töpffer mobilisent ce médium. Ainsi, dès 1864, on peut retrouver les estampes et histoires à suivre de Marie Pape-Carpantier, pédagogue féministe. Les dessinatrices sont aussi présentes dans les périodiques illustrés (jeunesse notamment mais aussi dans la presse satirique) à la fin du XIXe siècle et au début du XXe siècle. C'est alors qu'en 1905, l'écrivaine Jacqueline Rivière, rédactrice en chef de l'hebdomadaire pour fillettes La Semaine de Suzette, crée la série humoristique Bécassine afin de combler un trou dans le premier numéro. Elle écrira cette série jusqu'en 1913. Cela fait d'elle, d'après Yves Frémion, la première scénariste de bande dessinée à succès française.
De 1957 à 1973, la scénariste Henriette Robitaillie et la dessinatrice Janine Lay signent la série Les Aventures de Priscille et Olivier, devenu Les Aventures des jumelles. Il s'agit d'une des rares bandes dessinées de cette époque produite par deux femmes, et qui met en avant des protagonistes émancipées, selon les normes de l’époque.
En 2020, Catherine Meurisse est la première autrice de bande dessinée à intégrer l'Académie des beaux-arts française.
En septembre 2022, le groupe de recherches Les Bréchoises organise à Paris le Colloque « Faire corps ? Représentations et revendications des créatrices de bandes dessinées en Europe et dans les Amériques », réunissant pour la première fois des autrices de la BD américaine (Trina Robbins) et hispanique (Marika Vila), des créatrices contemporaines et des experts venant traiter une socio-histoire des femmes dans la BD. Ce séminaire fait suite au précédent « Matrimoine de la BD » et à leur exposition Paroles d'Autrices, conçue par Johanna Schipper avec Emmanuel Espinasse.

## Autrices en France
Au début du XXIe siècle en France, le pourcentage de femmes travaillant dans la bande dessinée est généralement estimé à 12 %. Pourtant, les États généraux de la bande dessinée (EGBD), menant une vaste enquête auprès des auteurs de bande dessinée recevant près de 1 500 réponses, révèlent une féminisation accrue de la profession, avec 27 % d'autrices. La part féminine de la profession est relativement jeune : chez les 21-30 ans 39 % de femmes contre 16 % d'hommes ; chez les 31-40 ans 39 % de femmes contre 32 % d'hommes ; alors que chez les 41-50 ans la tendance s'inverse à 14 % de femmes contre 36 % d'hommes.
Les chiffres montrent qu'en moyenne, les femmes sont moins exposées que les hommes (52 % à n'avoir eu droit à aucune exposition depuis trois ans, contre 44 %), qu'elles bénéficient moins de promotion presse (36 % contre 23 % chez les hommes) ou de marketing (79 % contre 63 %). Les autrices sont également en moyenne plus confrontées à la précarité : elles sont 50 % à être sous le seuil de pauvreté (32 % chez les hommes) et 67 % à être sous le SMIC annuel brut (48 % chez les hommes).
Plusieurs réseaux des créatrices de bande dessinée ont existé depuis la parution de la revue Ah!Nana. Ces réseaux sont formels ou informels et ont permis à ces femmes de se rassembler autour de projets créatifs, militants ou communautaires.

### Collectif des créatrices de bande dessinée contre le sexisme
Les prémices du collectif sont posés en 2013, lorsque Lisa Mandel recueille des témoignages sur « le fait d’être une femme dans la bd », en vue de préparer l'évènement parodique « Les hommes et la bd », présenté au Festival d'Angoulême 2014. En 2015, Jul' Maroh est invitée à participer à une exposition au Centre belge de la bande dessinée, intitulée « BD des filles », qu'elle juge sexiste. Elle contacte alors 70 autrices, dont la trentaine déjà approchée par Lisa Mandel. Partageant la même consternation, elles se mobilisent contre cette exposition et créent le Collectif des créatrices de bande dessinée contre le sexisme. En 2016, la Charte du collectif, visant notamment à obtenir l'égalité de traitement entre hommes et femmes dans la bande dessinée et à ne pas réduire les autrices à leur genre, a recueilli plus de 200 signatures.

### Polémique auFestival d'Angoulême 2016
Le 5 janvier, l'organisation du festival d'Angoulême dévoile une liste de trente auteurs nommés pour le Grand prix, dans la lignée des trois années précédentes. Celle-ci reprend les vingt-six auteurs présents l'année précédente, moins le lauréat Katsuhiro Ōtomo et la seule femme de la liste, Marjane Satrapi, en y ajoutant six noms : Brian Michael Bendis, François Bourgeon, Carlos Giménez, Frank Miller, Riad Sattouf et Naoki Urasawa.
L'absence de femmes dans la première sélection de trente auteurs réalisée par l'organisation conduit le Collectif des créatrices de bande dessinée contre le sexisme à appeler au boycott,, appel rapidement relayé par de nombreux auteurs et autrices (Riad Sattouf, Daniel Clowes, Étienne Davodeau…). À la suite de ces critiques, et tout en avançant que l'absence de femmes parmi les grands noms de la bande dessinée est un « fait historique », le délégué général du festival Franck Bondoux annonce la réintroduction d'autrices dans la liste. Le nom des six autrices ajoutées est dévoilé le 7 janvier : Lynda Barry (États-Unis), Julie Doucet (Canada), Moto Hagio (Japon), Chantal Montellier (France), Marjane Satrapi (France/Iran), Posy Simmonds (Grande-Bretagne).
Montellier et de nombreuses autrices critiquent ce qu'elles perçoivent comme un lot de consolation, tout en regrettant par ailleurs l'arrogance de Bondoux et le fait que la presse ait donné beaucoup plus d'importance aux auteurs ayant soutenus les créatrices protestant contre le sexisme qu'à la parole des autrices elles-mêmes.
Après cette polémique, les modalités d'organisation de la sélection ont été modifiées.

## Autrices de comics
Bien que les femmes n'aient jamais été empêchées de faire des comics, elles n'avaient pas à l'origine la possibilité de choisir le genre de bandes dessinées qu'elles voulaient. Les éditeurs leur proposaient ou n'acceptaient que des séries censées plaire aux femmes. Ces séries mettaient en scène des jeunes enfants et des animaux ou présentaient des histoires à l'eau de rose.
Dès le début de la bande dessinée, publiée sous forme de comic strips dans les journaux, des femmes comme Nell Brinkley, Grace Drayton, Edwina Dumm ou Virginia Huget créent des séries.
À la fin des années 1960, les personnages féminins dans les comics, qu'ils soient grand public ou underground, sont traités comme des personnages mineurs et les représentations sexistes prédominent. Certains comics underground sont particulièrement misogynes et pour lutter contre les messages véhiculés dans ces œuvres, Trina Robbins commence à dessiner en 1970 un comic strip intitulé Belinda Berkeley et publié dans le journal féministe It Ain't Me, Babe. Cette même année elle édite un comics intitulé It Ain't Me, Babe, publié par Last Gasp, qui est le premier comics entièrement réalisé par des femmes. En 1972, Trina Robbins participe au groupe Wimmen's Comix Collective qui comprend aussi Michele Brand, Lee Marrs, Lora Fountain, Patricia Moodian, Sharon Rudahl, Shelby Sampson, Aline Kominsky, Karen Marie Haskell, Janet Wolfe Stanley. Ce collectif publie la même année le premier numéro de Wimmen's Comix qui sera publié durant 20 ans. Les histoires publiées dans ce comics abordent des sujets qui peuvent intéresser les femmes, en cette période de revendication pour l'égalité des droits, comme le mariage ou l'avortement. D'autres auteurs underground suivent cette voie comme Lyn Chevli et Joyce Farmer qui publient Tits & Clits en juillet 1972 et Abortion Eve en 1973 ou encore Aline Kominsky et Diane Noomin qui créent le comics Twisted Sisters. Cette liberté de parole se retrouve chez Mary Wings qui écrit et dessine Come Out Comix, le premier comics homosexuel. Ces auteurs ne cherchent pas la provocation pour elle-même mais elles font de chaque œuvre un manifeste politique pour défendre les droits des femmes contre le sexisme, la violence machiste, l'homophobie. Depuis les années 1970, les femmes se font également une place dans la bande dessinée pornographique.
Depuis la fin du XXe siècle, les autrices de comics publient généralement des comics indépendants plutôt que des comics « grand public » racontant des aventures de super-héros et où les représentations des femmes sont très sexualisées, avec des anatomies parfois irréalistes et destinées à satisfaire les fantasmes des jeunes lecteurs. Dans ces comics indépendants, la représentation est plus réaliste et l'égalité entre les sexes est plus évidente, même chez les auteurs masculins.

## Autrices de manga
Le Japon serait le pays qui a fait le plus de place aux femmes dans le domaine de la bande dessinée. Plus de la moitié des auteurs de manga sont des autrices. On peut d'ailleurs avancer que c'est en partie l'arrivée des mangas en Europe avec leur diversité thématique qui a soutenu l'accroissement, dans cette partie du monde, du nombre de femmes créatrices de bande dessinée. Le grand nombre de femmes éditrices au Japon est aussi un facteur de soutien aux créatrices.
Au Japon, l'édition de manga est divisée en différents genres : seinen pour les adultes, shōnen pour les garçons et shōjo pour les filles. À l'origine, du fait du nombre très réduit de femmes mangakas, ces shōjo étaient principalement écrits par des hommes, comme Osamu Tezuka, Leiji Matsumoto ou Kazuo Umezu. À partir des années 1960, les femmes se sont emparées de ces publications, au point d'être aujourd'hui quasiment les seules.
Longtemps cantonnées à ce genre, les femmes mangakas se sont par la suite attaqués aux autres catégories de mangas.
Parmi les autrices les plus connues figurent notamment Hiromu Arakawa, Machiko Hasegawa, Shio Satō, Rumiko Takahashi ou Toshiko Ueda.

#### Dossiers et études
- « Dossier : la bande dessinée des filles », sur neuviemeart.citebd.org
- (en) Paul Lopes, Demanding Respect : The Evolution of the American Comic Book, Temple University Press, 2009, 260 p. (ISBN 978-1-59213-443-4, lire en ligne), p. 82
- « EGBD : enquête auteurs 2016. Résultats statistiques. », sur etatsgenerauxbd.org, décembre 2016 (consulté le 26 septembre 2017).
- (it) Sara Zanatta (dir.), Samanta Zaghini et Eleonora Guzzetta (préf. Silvia Gherardi), Le donne del fumetto : l'altra metà dei comics italiani : temi, autrici, personaggi al femminile, Latina, Tunué, coll. « Lapilli » (no 17), 2009, XIII, 303 (ISBN 978-88-89613-36-8, lire en ligne).
- Marys Renné Hertiman, « Penser l’héritage des femmes dans le 9e art français  », Revue d’histoire culturelle [En ligne], 05 | 2022, mis en ligne en décembre 2022, consulté le 25 septembre 2023. URL : http://revues.mshparisnord.fr/rhc/index.php?id=3377
- Marys Renné Hertiman, “Provoquer des archives et invoquer la mémoire”, GLAD! [Online], 11 | 2021, Online since 20 December 2021, connection on 25 September 2023. URL: http://journals.openedition.org/glad/3272; DOI: https://doi.org/10.4000/glad.3272
- Marys Renné Hertiman, « La Valorisation Du Travail Des Femmes Dans La Bande dessinée : Entre médiation, remédiation Et Mobilisation ». RELIEF - REVUE ÉLECTRONIQUE DE LITTÉRATURE FRANÇAISE 14 (2):60-72. 2021. DOI : https://doi.org/10.18352/relief.1095.
- (en) Meisha Rosenberg, « women and cartoons », Print, vol. 60, no 5,‎ septembre- octobre 2006, p. 176-178
- (en) Delores Mitchel, « Women Libeled: Women's Cartoons of Women », Journal of Popular Culture, vol. 14,‎ printemps 1981, p. 597
- (en) Rita Jacobs, « The Complete Wimmen's Comix », World Literature Today, Université de l'Oklahoma, vol. 90,‎ mars-avril 2016, p. 72-73
- Lucie Servin, « Une brève histoire des femmes dans la BD », Les Cahiers de la bande dessinée, no 2,‎ janvier-mars 2018, p. 102-109
- Gilles Ciment, « Femmes dans la bande dessinée. Des pionnières à l’affaire d’Angoulême », Bulletin des bibliothèques de France, no 11,‎ février 2017 (lire en ligne)
- « La bande dessinée au féminin / Female Comics », numéro thématique, Alternative francophone, 2016 (ISSN 1916-8470).
- Jean-Louis Tilleuil, « Auteures de bande dessinée : les ambiguïtés persistantes du discours critique », dans Muriel Andrin, Laurence Brogniez, Alexia Creusen et Amélie Favry, éditrices, Femmes et critique(s) : Lettres, arts, cinéma, Namur, Presses universitaires de Namur, 2009 (ISBN 9782870376225), p. 117-138.

#### Articles
- La rédaction, « Sexisme dans la BD : 147 dessinatrices s'insurgent », Libération,‎ 8 septembre 2015 (lire en ligne)
- Chloé Belleret, « Messieurs, il faut qu'on vous fasse un dessin ? », Le Parisien Magazine,‎ 26 janvier 2018
- Yaël Eckert, « Le 9e art au féminin », La Croix,‎ 28 janvier 2016
- Thierry Groensteen, « "Les auteurs femmes sont très fréquemment réorientées vers l’illustration jeunesse" », sur Actua BD, 16 décembre 2009
- Thierry Groensteen, « Femmes (2) : La Création au féminin », dans Thierry Groensteen (dir.), Le Bouquin de la bande dessinée, Angoulême, CIBDI et Paris, Éditions Robert Laffont, coll. « Bouquins », 2021 (lire en ligne), p. 303-311.
- Laurence Le Saux, « “Tu dessines bien pour une fille”… Sexiste, le milieu de la BD ? », Télérama,‎ 16 février 2017 (lire en ligne)
- Philippe Peter, « Premières dames du 9e art », Le Parisien Magazine,‎ 20 janvier 2017 (lire en ligne)
- Frédéric Potet, « Bande dessinée : l'affaire des femmes », Lemonde.fr,‎ 27 janvier 2016 (lire en ligne)
- Gilles Ratier, « Les femmes dans la bande dessinée européenne francophone… », sur BDZoom, 31 janvier 2017
- Benjamin Roure, « Naissance du Collectif des créatrices de bandes dessinées contre le sexisme », sur BoDoï, 10 septembre 2015
- Klara Lessard, « #Balance Ta Bulle : un recueil de témoignages pour ouvrir les consciences », sur Actua BD, 22 octobre 2020
- Frédéric Hojlo, « "Féministes" (Vide Cocagne) : des récits militants éclairés et éclairants », sur Actua BD, 19 février 2018
- Maëlys Tirehote-Corbin et Léandre Ackermann, « Une lecture critique de l’histoire de la bande dessinée entre invisibilisation et exclusion : le cas des autrices en France », Images du travail, travail des images, no 14,‎ 2023 (DOI https://doi.org/10.4000/itti.3518).
- Maëlys Tirehote-Corbin, « La fabrique des bédéistes : quelle place pour les femmes ? », dans Pascal Robert éd., La fabrique de la bande dessinée, Paris, Hermann, 2023, 296 p. (ISBN 9791037022813, lire en ligne ), p. 131-147.